# Jatropha mollissima
Jatropha mollissima är en törelväxtart som först beskrevs av Johann Baptist Emanuel Pohl, och fick sitt nu gällande namn av Henri Ernest Baillon. Jatropha mollissima ingår i släktet Jatropha och familjen törelväxter.

## Underarter
Arten delas in i följande underarter:
- J. m. glabra
- J. m. mollissima

## Bildgalleri

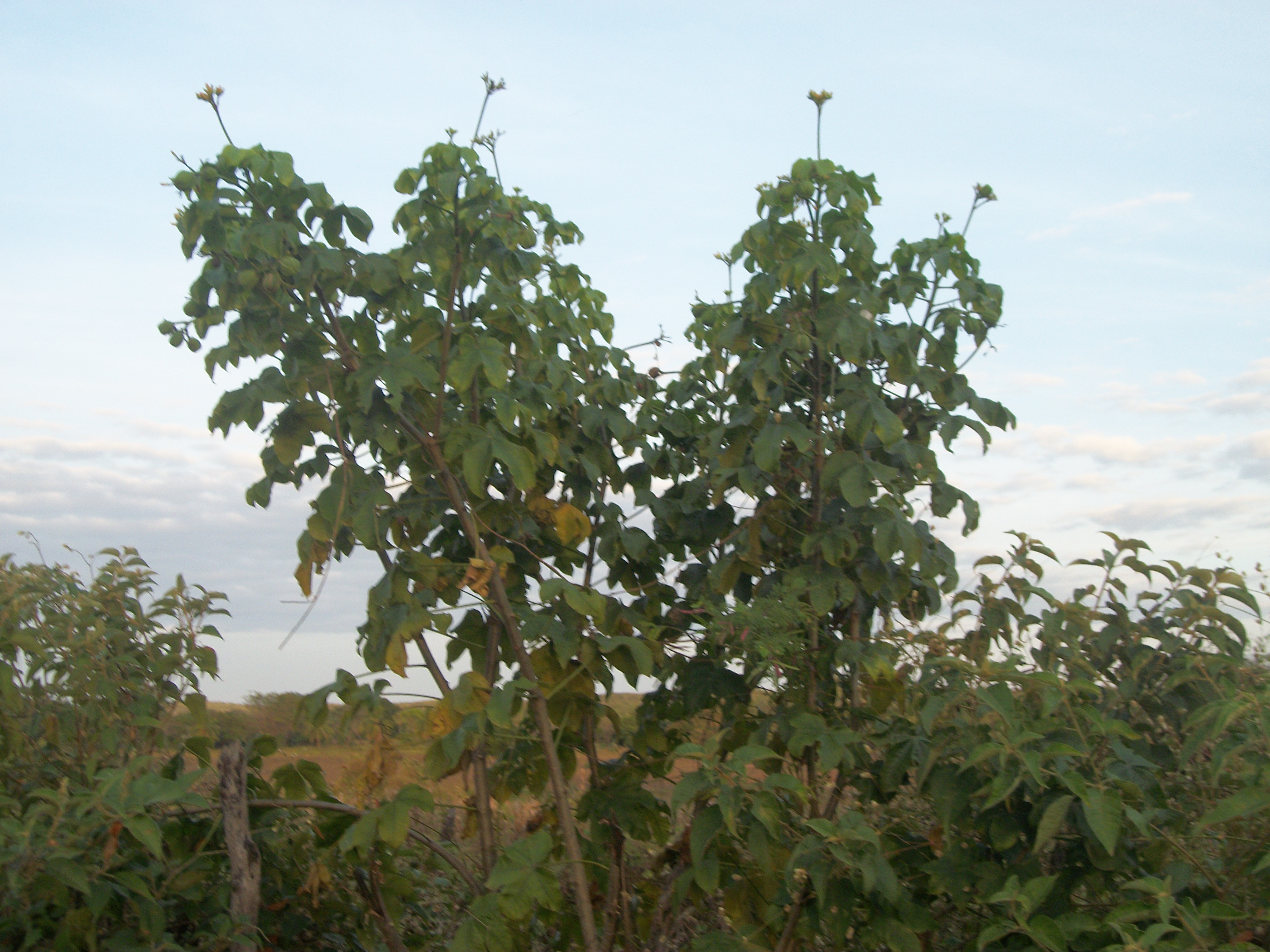
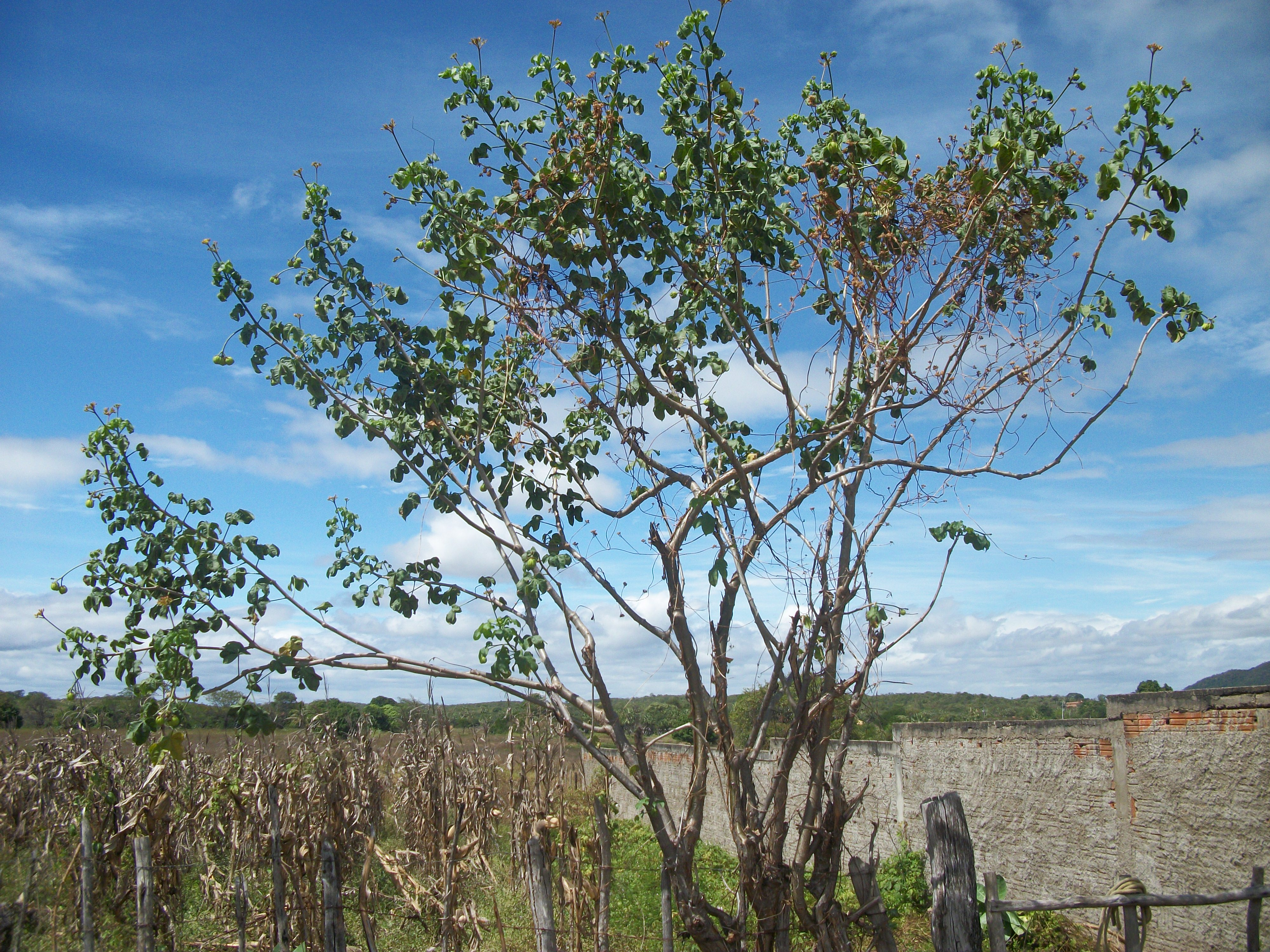